# Epalpus contrarius
Epalpus contrarius är en tvåvingeart som först beskrevs av Walker 1849.  Epalpus contrarius ingår i släktet Epalpus och familjen parasitflugor. Inga underarter finns listade i Catalogue of Life.